# Parque lineal de Benimámet
El parque lineal de Benimàmet se encuentra donde estaban las vías de Metrovalencia que fueron soterradas en años anteriores. Este espacio se localiza concretamente entre las estaciones de Canterería, Benimàmet y Carolines. El proyecto fue impulsado por la concejalía de Movilidad Sostenible del Ayuntamiento de Valencia con unas obras que comenzaron en verano de 2016 y que se prolongaron hasta marzo de 2018. Este parque verde tiene aproximadamente 1.200 m de paseo peatonal, 850 m de carril bici, 510 árboles, 7350 plantas -4813 de las cuales autóctonas- y 12 100 m de césped.

## Descripción
Este espacio cuenta con tres zonas de juegos infantiles, tres zonas de juego de petanca, una zona de pícnic con 10 mesas, un parque saludable con diez equipos de ejercicios, un escenario y gradas donde realizar eventos y una zona reservada para los animales de compañía. Además, las zonas verdes se mantienen con un programador de riego centralizado que también detecta las fugas de agua tomando como solución el cierre automático del riego.
Asimismo, se ha adaptado el área de los eucaliptos de la Avinguda de l'Estació asignándoles un riego regular ya que estos dos Eucalyptus son de gran relevancia y requieren de un alto grado de protección por ser los árboles más altos de Valencia.
Por otra parte, el proyecto ha permitido mejorar las calles cercanas, provocando un aumento de la calidad urbanística, además de adecuar un espacio que no estaba siendo utilizado debido a la carencia de una conexión peatonal cómoda y eficaz. Este proceso se ha llevado a cabo gracias a la presión ejercida por los vecinos mediante asambleas, trabajos administrativos, manifestaciones e incluso una pintada mural que se hizo la misma semana de las elecciones municipales firmada por dicha Asociación que aún permanece ahí y se puede ver al salir del metro.